# Lloydella
Lloydella is een geslacht van schimmels behorend tot de familie Polyporaceae. De typesoort is Lignosus sacer.

## Soorten
Volgens Index Fungorum telt het geslacht acht soorten (peildatum februari 2023):
| Soortnaam             | Auteur(s)   | Publicatiejaar |
| --------------------- | ----------- | -------------- |
| Lloydella beyrichii   | (Fr.) Bres. | 1912           |
| Lloydella coffeata    | Bres.       | 1920           |
| Lloydella farinacea   | Rick        | 1959           |
| Lloydella holochrysea | Rick        | 1959           |
| Lloydella intermedia  | Rick        | 1959           |
| Lloydella lactea      | Rick        | 1959           |
| Lloydella striispora  | (Rick) Rick | 1959           |
| Lloydella tecta       | Rick        | 1959           |